# MMO Games Magazine
MMO Games Magazine (изначально известный как Massive Magazine) — американский журнал, посвящённый массовым многопользовательским онлайн-играм, выходивший с 2006 по 2007 год.

## История
Журнал начал выходить в сентябре 2006 года под названием Massive Magazine, как спин-офф журнала Computer Games Magazine. Сайт издания был запущен в июне того же года. По словам президента медиа-подразделения компании-владельца журнала theGlobe.com Джейсона Дубина, создание отдельного тематического журнала было вызвано большой популярностью игры World of Warcraft, преданность игроков к их виртуальным мирам и растущей потребностью в появлении такого издания.
Позднее журнал был переименован в MMO Games Magazine.
В марте 2007 года theGlobe.com был вынужден закрыть все свои печатные издания, в связи с экономическими трудностями, вызванными поражением в суде по делу о рассылке спама.